# Baucina
Baucina (sicilià Baucina) és un municipi italià, dins de la ciutat metropolitana de Palerm. L'any 2007 tenia 2.033 habitants. Limita amb els municipis de Bolognetta, Caccamo, Casteldaccia, Ciminna, Ventimiglia di Sicilia i Villafrati.

## Administració
| Període | Identitat     | Partit        |
| ------- | ------------- | ------------- |
| 2007-   | Ciro Coniglio | Llista cívica |